# بي. جاي بالمر
بي. جاي بالمر (بالإنجليزية: B. J. Palmer)‏ هو طبيب أمريكي، ولد في 10 سبتمبر 1882 في وات تشير في الولايات المتحدة، وتوفي في 21 مايو 1961.